# Retour vers le futur 3
Pour les articles homonymes, voir Retour vers le futur (homonymie).
Série Retour vers le futur
Retour vers le futur 2
(1989)
Pour plus de détails, voir Fiche technique et Distribution.
Retour vers le futur 3 (Back to the Future Part III) est un film américain réalisé par Robert Zemeckis et sorti en 1990.
Ce film clôt la trilogie Retour vers le futur commencée avec Retour vers le futur (1985) et suivie de Retour vers le futur 2 (1989).
Marty McFly se retrouve coincé en 1955 à la fin du deuxième épisode de la saga puisque son ami, le docteur Emmett « Doc » Brown a disparu subitement, volatilisé par un éclair qui s'est abattu sur la DeLorean (une voiture équipée d'une machine à voyager dans le temps) qui devait les ramener ensemble en 1985, juste après avoir terminé leurs aventures au cours du deuxième épisode de la série.

## Synopsis
En 1955, Doc Brown vient juste d'aider le Marty du premier épisode à revenir dans l'année 1985. Il est alors abordé par le Marty du deuxième épisode, qui lui explique être de retour du futur. Frappé de stupeur par cette apparition, le Doc de 1955 s'évanouit.
Le lendemain, le jeune homme explique au Doc incrédule quant à sa présence toutes les péripéties de l'épisode II et lui montre la lettre de son homologue de 1985. Ce dernier explique avoir été projeté dans le Far West après que l'éclair ait frappé la voiture et s'être installé comme maréchal-ferrant à Hill Valley en attendant de pouvoir la réparer (le moteur ayant été endommagé lors du voyage). Cette tâche s'avère impossible du fait de l'absence des pièces nécessaires. Il conseille à Marty de retrouver son double de 1955 pour que celui-ci l'aide à repartir en 1985, grâce à la DeLorean, cachée dans une ancienne mine d'argent. Il demande enfin à Marty de détruire la voiture une fois de retour et ne pas revenir le chercher, étant heureux de vivre en 1885.
Les deux amis partent donc à la recherche de la DeLorean cachée, enfermée par les soins de Doc en 1885 derrière le mur d'une galerie minière, frappé de ses initiales « ELB ». La voiture est presque intacte, seule la puce électronique de régulation du circuit temporel est inutilisable, grillée à cause de l'éclair. Peu après, dans le cimetière attenant à la mine, Marty découvre la tombe du Doc de 1885, apparemment assassiné une semaine seulement après l'écriture de sa lettre, par Buford « Molosse » Tannen, un ancêtre de Biff Tannen. Marty décide, malgré les ordres de Doc, d'aller le sauver, en arrivant cinq jours avant son assassinat pour avoir le temps de le prévenir.

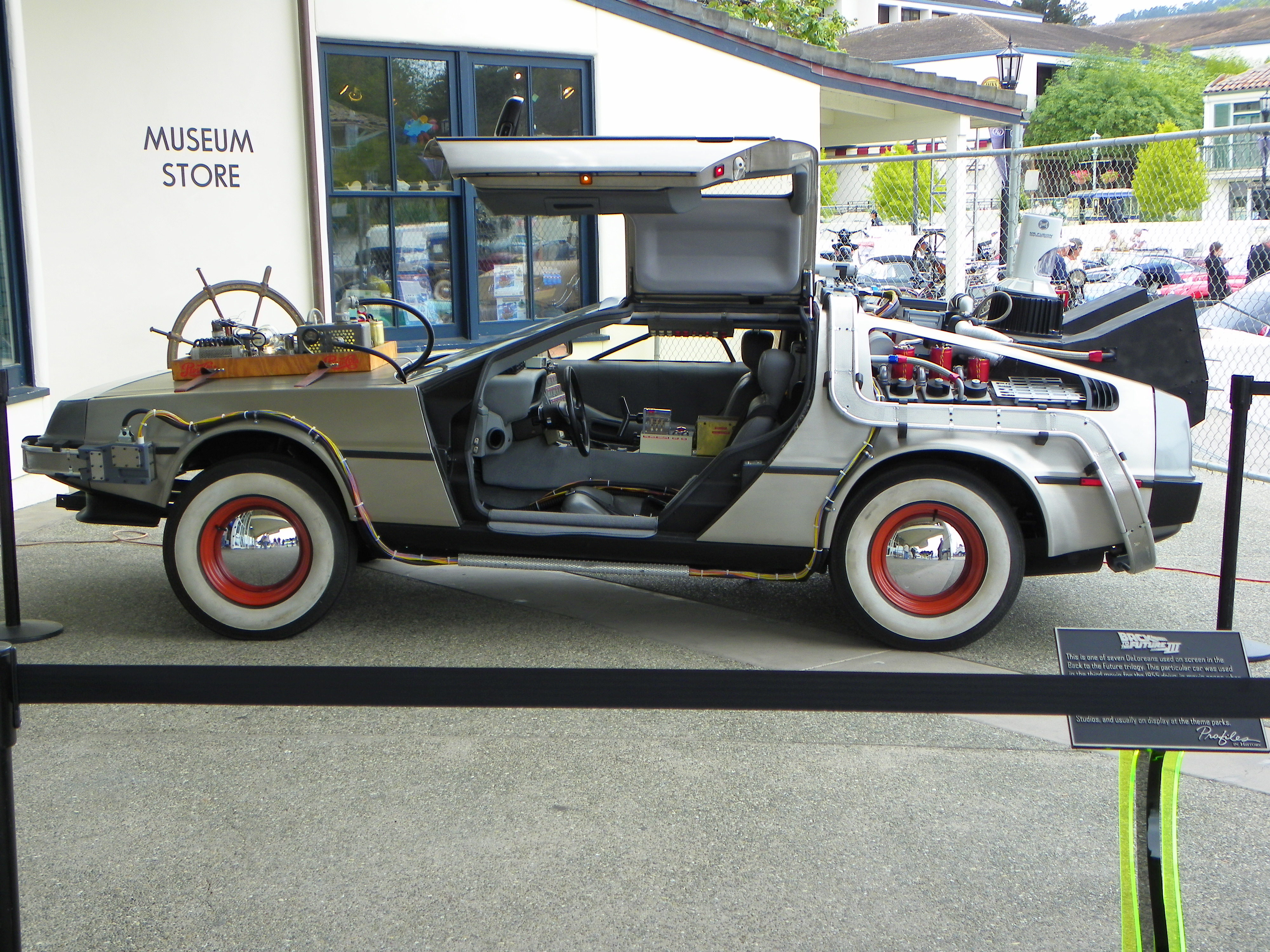
La DeLorean réparée avec les composants de 1955.

Grâce au schéma laissé à dessein par Doc en 1885 dans sa lettre, le Doc de 1955 remplace la puce endommagée de la DeLorean à partir de composants électroniques de 1955. Plaçant la « puce » reconstituée sur le capot avant de la voiture (le dispositif étant maintenant imposant, contrairement à la puce originelle de 1985 qui était minuscule) et lui installant des roues neuves de 1955, la machine à voyager dans le temps de la DeLorean est de nouveau fonctionnelle. Le Doc de 1955 aide ensuite Marty à se rendre en 1885.
À peine arrivé en 1885 dans une vallée désertique et aride, Marty échappe de justesse à une attaque d'Indiens à chevaux. Il constate ensuite peu après qu'une durite d'alimentation en essence de la DeLorean a été percée par une flèche des Indiens, mettant la voiture en panne sèche et l'empêchant d'utiliser le véhicule pour se déplacer.
Cachant la DeLorean dans une grotte (qui se révèle occupée par un ours noir), il se rend ensuite à pieds vers Hill Valley. À la suite d'une chute, il tombe inconscient et est retrouvé par l'un de ses ancêtres, un fermier irlandais immigré nommé Seamus McFly qui le ramène chez lui. Marty, émergeant à nouveau du sommeil, fait la connaissance de la famille de Seamus : sa femme Maggie et leur fils William, son arrière-grand-père et le premier McFly né en territoire américain. Afin de cacher sa véritable identité et ses intentions, Marty se présente avec un nom d'emprunt, se faisant appeler « Clint Eastwood ».
Se rendant ensuite à Hill Valley, Marty rencontre par inadvertance le bandit Buford Tannen dans le saloon de la ville. Malheureusement, celui-ci projette de le pendre quand Marty le ridiculise en lui projetant un seau plein de crachats au visage, et surtout quand il l'appelle par son sobriquet de « molosse », que Buford déteste. Au dernier moment Doc arrive sur les lieux et le sauve de justesse grâce à un tir d'un fusil à lunette de sa fabrication, et fait déguerpir Tannen et sa bande par la même occasion. Les deux amis se retrouvent enfin.
Marty découvre que Doc passe des jours heureux en 1885 en tant que maréchal-ferrant, ayant, grâce à ses talents, acquis une bonne réputation en ville. Il fait part à Doc de l'imminence de sa mort par Tannen, et du fait que la DeLorean a perdu son carburant à cause de son réservoir percé. La tâche de Marty est compliquée par le fait que Doc a un coup de foudre pour une femme, Clara, une institutrice nouvellement arrivée en ville que Doc a sauvée d'un accident mortel, modifiant ainsi le cours de son histoire.
Malgré tout, Doc et Marty essayent de trouver le moyen de rentrer en 1985. Dans un essai malheureux, en versant du whisky dans le réservoir d'essence de la DeLorean, le système d'injection de la voiture explose et, par conséquent, le moteur. Par chance, le générateur de fusion (permettant d'activer la machine à voyager dans le temps) est intact. Les deux amis trouvent ensuite un moyen pour lancer la DeLorean à forte vitesse : le train à vapeur ; la voiture devra se faire pousser par le train jusqu'à un pont dont la construction n'est pas encore achevée en 1885 (qui le sera en 1985). Selon les calculs de Doc, la voiture atteindra les 88 miles à l'heure requise (pour activer le convecteur temporel de la machine) juste avant que la locomotive ne tombe dans le précipice du pont inachevé.
Un soir, alors que Marty et Doc assistent à la kermesse de Hill Valley accompagnés de Clara, Buford Tannen arrive sur les lieux et tente de tuer Doc, que Marty sauve de justesse en lançant un plat à tarte (comme un frisbee, qui est d'ailleurs aussi le nom de la marque du plat) contre le derringer que brandit Tannen, lui faisant rater son tir. Ivre de colère, Tannen provoque Marty en duel en cherchant à jouer sur son orgueil, en lui disant qu'il « a les foies ». Ne pouvant aller contre son instinct et stimulé par cette provocation, Marty accepte le duel contre Tannen, choisissant comme date le jour où Doc et Marty ont prévu de repartir en 1985, espérant ainsi échapper au « Molosse ».
Le lendemain, Marty fait part à Doc de la honte que Tannen lui a infligée devant tous les habitants de Hill Valley en l'insultant. Doc, qui est allé dans le futur (dans le premier épisode), le met en garde (sans pouvoir lui révéler les détails) qu'à force de répliquer à chaque fois qu'on l'insulte, cela le conduira à avoir un accident dans le futur.
La veille du départ pour 1985, Doc déclare soudainement à Marty qu'il n'a pas l'intention de le suivre, car il a décidé de rester avec Clara, étant tombé profondément amoureux d'elle. Quand Marty lui rappelle qu'il peut encore se faire tuer par Tannen le lendemain, Doc accepte finalement de repartir avec lui. Durant la nuit, pendant que Marty dort, Doc se rend chez Clara pour lui faire ses adieux, et lui dit toute la vérité. Clara ne le croit pas et, pensant qu'il se moque d'elle, se met en colère contre lui. Rendu malheureux par ce dénouement, plus rien ne retient alors le pauvre Dr Brown en 1885.
Le lendemain, Marty se rend compte que Doc n'est pas rentré dormir, puis le retrouve au comptoir du saloon de Hill Valley, un verre de whisky à la main (qu'il n'a toujours pas bu), en train de parler aux habitués du bar d'un air mélancolique. Doc lui raconte que Clara l'a rejeté. Au moment où ils s'apprêtent à partir, Doc boit son verre cul sec sans réfléchir ; ne tenant pas l'alcool, il s'effondre comme une masse. Grâce au barman qui concocte un remède-maison, Doc est ramené à la conscience et se réveille une dizaine de minutes plus tard, alors que Tannen vient d'arriver pour le duel et donne un délai de dix secondes à Marty pour sortir du bar. Marty et Doc tentent de fuir par la porte de derrière, sans aller bien loin. Tannen capture le Doc pendant que Marty reste caché. Au même moment, à la gare, Clara embarque dans le train pour quitter la ville et oublier le chagrin d'amour que Doc lui a causé. Au saloon, Buford donne à Marty un délai d'une minute pour sortir avant qu'il n'abatte Doc alors que, à bord du train, Clara entend la conversation de deux passagers qui parlent d'un homme brisé par sa rupture d'avec une femme. Comprenant qu'il s'agit de Doc, Clara arrête le train en marche, en tirant le signal d'alarme, et repart en courant en direction de la ville.
Marty surgit finalement dans la grande rue et demande à Tannen de régler leur affaire « entre hommes », à mains nues, déposant à terre son ceinturon avec son revolver. Tannen, déloyal, refuse et ouvre le feu sur Marty. Ce dernier s'effondre à terre. Pourtant, malgré les apparences, Marty est toujours bien vivant, s'étant confectionné un gilet pare-balles de fortune avec la portière d'un poêle à bois en fonte. Il frappe alors le bandit plusieurs fois et le met KO, avant que Tannen (pour la dernière fois de la série) ne tombe dans un chariot de fumier. Marty et Doc quittent ensuite la ville à cheval, ratant de peu Clara qui a rejoint la ville, celle-ci découvrant dans l'atelier de Doc la maquette expliquant son plan pour retourner dans le futur ; Clara comprend alors que Doc ne lui a pas menti.

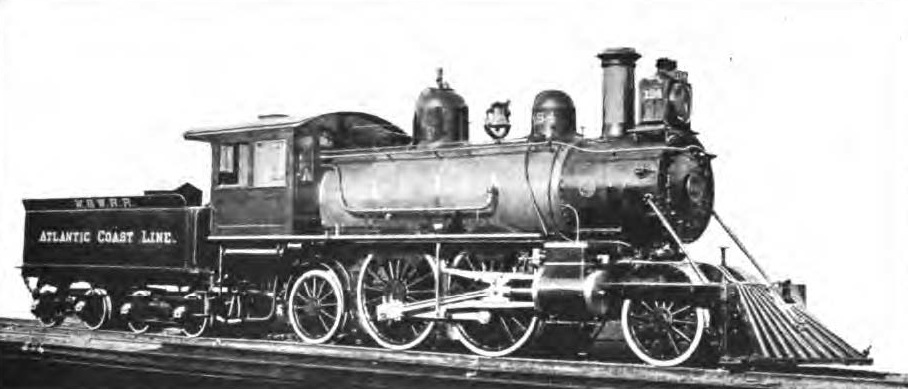
Une locomotive à vapeur similaire à celle utilisée dans le film.

En retard pour leur voyage de retour vers 1985, Marty et Doc rattrapent le train à vapeur qu'ils avaient prévu d'utiliser. Au même moment, Clara s'empare d'un cheval de l'atelier de Doc et tente de rattraper le train. Marty et Doc, masqués, braquent le conducteur du train, qui l'arrête, en descend et, sur leur ordre, détache la locomotive et le tender du reste des wagons. Marty et Doc changent l'aiguillage pour la ligne menant au ravin Shonash et amènent la locomotive à l'arrière de la DeLorean, ce qui permettra ainsi de faire avancer la voiture. Doc a prévu trois bûches spéciales de couleur (vert, jaune et rouge) pour faire monter considérablement la chaleur de la chaudière de la locomotive à vapeur, et donc augmenter sa vitesse (ce qui, à la fin, fera exploser la chaudière).
Alors que le train a été mis en marche, Doc étant dans la cabine du conducteur et Marty dans la DeLorean, Clara arrive, sans qu'ils ne l'aperçoivent. Lorsqu'elle rattrape le train et s'accroche à l'échelle du tender, la bûche verte éclate, ce qui permet à la locomotive d'accélérer. Doc se hâte de rejoindre Marty dans la DeLorean. La bûche jaune éclate et la locomotive prend à présent beaucoup plus de vitesse. Clara, qui a maintenant réussi à se glisser dans la cabine du conducteur, actionne le sifflet du train. Doc se retourne et la voit qui l’appelle. À cause du danger d'explosion, ils n'ont pas d'autre choix que d'emmener Clara avec eux.
Doc se dirige vers Clara ; au moment où le savant va attraper la main de la jeune femme, la bûche rouge éclate et la chaudière, qui a à présent atteint les 2 000 degrés, explose. Marty a une idée : il s'empare de l'« hoverboard » qu'il avait rapporté du futur lors de l'épisode II et l'envoie à Doc, qui l'attrape et sauve Clara au moment même où elle s'apprêtait à tomber de la locomotive, les deux s'échappant dans les airs. La DeLorean, dépassant la limite des 88 miles par heure, et est tout à coup transportée avec Marty le 27 octobre 1985, au moment précis où la locomotive tombe dans le précipice du pont.
Revenu en 1985 sur la voie ferrée maintenant terminée, Marty échappe de justesse à une collision avec un train de marchandises qui arrive en face de lui, étant obligé de sauter de la DeLorean qui est détruite sous ses yeux. Rentré chez lui pour prendre son 4×4, Marty va chercher sa petite amie Jennifer, qu'il avait laissé dans l'épisode II endormie chez elle sur le perron de sa maison. Une fois réveillée, celle-ci lui fait part dans la voiture des choses bizarres qu'elle a vu du futur.
Peu après, Needles (une connaissance de Marty, et son collègue de bureau en 2015) et sa bande arrivent en 4x4 à la hauteur du véhicule de Marty, arrêté à un feu rouge. Needles propose à Marty de faire la course. Marty refuse tout d'abord ; Needles le provoque en lui disant qu'il a peur. Quand le feu passe au vert, Needles part comme un boulet de canon. Marty enclenche la marche arrière, laissant Needles partir devant. Immédiatement, Marty réalise que, s'il avait accepté le défi de Needles, il aurait percuté une Rolls-Royce qui arrivait d'une rue adjacente au même moment, coupant sa trajectoire.
Cette réflexion rappelle à Jennifer ce qu'elle a entendu dans le futur en 2015 (dans le second épisode) quand la mère de Marty avait parlé d'un accident de voiture entre lui et une Rolls-Royce trente années plus tôt. Voulant alors montrer à Marty sa future lettre de licenciement qu'elle a conservé, le texte original « Vous êtes viré ! » disparaît, laissant une page blanche. Marty comprend à ce moment ce que Doc lui avait avoué en 1885 quand il lui avait révélé par inadvertance que ses désastres futurs étaient causés par son impulsivité qu'il ne parvenait pas à canaliser.
Jennifer étant toujours intriguée par cette vision du futur, Marty lui dit la vérité. Ils se rendent ensuite tous les deux à l'endroit où le train a percuté la DeLorean. Alors qu'ils se remémorent Doc, la sonnerie du passage à niveau retentit et les barrières se baissent, bien qu'aucun train ne soit sur la voie. Soudainement, une triple détonation retentit, projetant Marty et Jennifer en arrière. Immédiatement après, un étrange train à vapeur apparaît sur la voie : en émerge Doc, qui a réussi à reconstruire une machine à voyager dans le temps à partir d'un train, et qui fonctionne à la vapeur. Doc est accompagné de Clara, désormais son épouse, du chien Einstein récupéré en 1985 et de leurs deux enfants : Jules et Verne (baptisés ainsi en raison de leur passion commune pour le romancier Jules Verne). Doc remet à Marty une épreuve de la photographie les montrant tous deux posant devant l'horloge en 1885, en souvenir de leurs aventures.
Jennifer interroge alors Doc sur la signification du message « Vous êtes viré ! » qui s'est effacé. Doc lui explique que le futur n'est jamais écrit d'avance et qu'il n'est que ce que l'on en fait. Finalement, après avoir dit au revoir à Marty et Jennifer, le train de Doc et sa famille décolle et disparaît dans une autre époque.

## Fiche technique
Sauf indication contraire, les informations mentionnées dans cette section peuvent être confirmées par la base de données cinématographiques IMDb,  présente dans la section « Liens externes ».
- Titre original : Back to the Future Part III
- Titre français : Retour vers le futur 3
- Titre québécois : Retour vers le futur III
- Réalisation : Robert Zemeckis
- Scénario : Bob Gale, d'après une histoire de Robert Zemeckis et Bob Gale
- Musique : Alan Silvestri
- Direction artistique : Rick Carter
- Costumes : Joanna Johnston
- Photographie : Dean Cundey
- Effets visuels : Ken Ralston et Scott Farrar (en) pour Industrial Light & Magic
- Montage : Arthur Schmidt et Harry Keramidas
- Production : Bob Gale, Neil Canton (en) ; Steven Spielberg, Frank Marshall, Kathleen Kennedy (délégués) ; Steve Starkey (associé)
- Sociétés de production : Universal Pictures, U-Drive Productions et Amblin Entertainment
- Sociétés de distribution : Universal Pictures (États-Unis), United International Pictures (France)
- Pays de production :  États-Unis
- Langue originale : anglais
- Budget : 40 millions de dollars
- Format : couleurs (Deluxe) - 35 mm (Panavision) - 1,85:1 - Dolby Stéréo
- Genre : science-fiction, western, comédie
- Durée : 118 minutes
- Dates de sortie :
  - États-Unis et Canada : 25 mai 1990
  - Belgique : 11 juillet 1990
  - France : 18 juillet 1990
- Classification CNC : tous publics[1]

## Distribution
- Michael J. Fox (VF : Luq Hamet) : Marty McFly / Seamus McFly / William McFly (en photo)
- Christopher Lloyd (VF : Pierre Hatet) : Doc
- Mary Steenburgen (VF : Frédérique Tirmont) : Clara Clayton
- Thomas F. Wilson (VF : Richard Darbois) : Biff Tannen / Molosse Tannen (« Mad Dog » en VO)
- Lea Thompson (VF : Céline Monsarrat) : Maggie / Lorraine McFly
- James Tolkan (VF : Jean-Claude Montalban) : le marshal James Strickland
- Elisabeth Shue (VF : Brigitte Berges) : Jennifer Parker
- Marc McClure (VF : Éric Baugin) : Dave McFly
- Wendie Jo Sperber : Linda McFly
- Jeffrey Weissman (VF : Philippe Peythieu) : George Douglas McFly
- Flea : Douglas J. Needles
- Hugh Gillin (VF : Jean-Pierre Delage) : Edward Hubert, le maire de Hill Valley en 1885
- Richard A. Dysart (VF : Jacques Ciron) : l'homme au fil de fer barbelé en 1885
- Matt Clark (VF : Serge Lhorca) : Chester, le tenancier du bar en 1885
- Dub Taylor (VF : Pierre Baton) : un vieil homme au bar en 1885
- Harry Carey Jr. (VF : Jacques Ferrière) : un vieil homme au bar en 1885
- Pat Buttram (VF : Guy Piérauld) : un vieil homme au bar en 1885
- Christopher Wynne (VF : Serge Faliu) : un membre de la bande de Buford
- Sean Gregory Sullivan (VF : Daniel Lafourcade) : un membre de la bande de Buford
- Mike Watson : un membre de la bande de Buford
- Donovan Scott : l'adjoint du Marshal Strickland
- Dean Cundey : le photographe à la kermesse en 1885
- Burton Gilliam (VF : Mario Santini) : le vendeur de revolvers à la kermesse en 1885
- Bill McKinney : le conducteur du train en 1885
- ZZ Top : le groupe de musiciens à la kermesse en 1885
- Marvin J. McIntyre : l'entrepreneur de pompes funèbres en 1885
- Glenn Fox (VF : Brigitte Lecordier) : le garçon qui tient le revolver de Marty
- Kaleb Henley : le fils du Marshal Strickland
- Todd Cameron Brown : Jules Brown
- Dannel Evans : Verne Brown

## Production

### Genèse
Après le succès de Retour vers le futur en 1985, la société Universal Pictures, son président Sidney Sheinberg en tête, et le public, dans des milliers de lettres, réclament une suite. Les auteurs du film, Robert Zemeckis et Bob Gale, ne sont pas intéressés par l'idée, Zemeckis expliquant que « pour nous, les [suites] ne fonctionnaient jamais, à l'exception du Parrain, 2e partie ». Aucun membre de l'équipe n'avait pensé à faire une suite en réalisant le film. Ainsi, la dernière scène du film — où Doc revient du futur, annonce à Marty et Jennifer qu'« il faut qu'on fasse quelque chose pour vos enfants » sans plus d'explications, et les amène vers le futur à bord de la DeLorean, qui vole désormais — n'avait pas été conçue comme une fin ouverte ouvrant sur de potentielles nouvelles aventures mais simplement selon Gale comme « une blague », une fin classique où « les héros s'envolent vers un coucher de soleil et partent vers une nouvelle aventure ».
Sidney Sheinberg leur explique néanmoins que le film étant la propriété d'Universal, la major peut quand même lancer une suite sans qu'ils n'y soient impliqués. Zemeckis et Gale acceptent donc de travailler sur une suite, à condition que Michael J. Fox et Christopher Lloyd puissent revenir dans leurs rôles de Marty McFly et « Doc » Brown. Les deux acteurs posent à leur tour la condition que le film soit conçu par les scénaristes originaux. Avant même que l'écriture du scénario ne débute, Sheinberg fait signer un contrat pour deux suites à Fox et Lloyd. Les autres comédiens du film sont contactés pour savoir si leurs personnages pourront revenir dans la suite : Lea Thompson et Thomas F. Wilson acceptent aussitôt, tandis que Crispin Glover, déjà source de tensions lors du tournage du film, n'est pas intéressé, ce qui conduit les scénaristes à l'évincer de la suite.
Pour annoncer discrètement qu'une suite est en préparation, Universal ajoute les mots « To be continued… » (« À suivre… ») à la fin du film dans la cassette vidéo mise en vente à partir du 22 mai 1986,.

### Développement

#### Scénario divisé en deux films
Avant cette suite, Robert Zemeckis doit tourner son film Qui veut la peau de Roger Rabbit pour les studios Disney, ce qui n'est pas du goût de Sheinberg, qui aurait voulu la suite plus vite. Avant que la préproduction de Roger Rabbit n'occupe tout son temps, Zemeckis élabore l'histoire du film avec Gale, qui écrira ensuite le scénario seul. Avançant les éléments principaux de l'intrigue, ils imaginent une suite se déroulant en 2015, puis dans un 1985 uchronique, qui nécessite ensuite pour l'empêcher d'avoir lieu un voyage dans le temps en 1967. L'histoire tournerait autour d'un Almanach des sports, compilant des résultats sportifs de 1950 à 2000, acheté par Marty en 2015 et qui permettrait à toute personne l'amenant dans le passé de devenir riche grâce au pari sportif. Une fois Zemeckis parti tourner Qui veut la peau de Roger Rabbit aux studios d'Elstree en Angleterre à l'automne 1986, Bob Gale commence l'écriture d'un premier jet, un scénario sobrement intitulé Number Two (« Numéro deux »).
À son retour d'Angleterre, Zemeckis est satisfait par les scènes du début dans le futur et celles du 1985 uchronique mais est déçu par celles en 1967, et juge qu'ils n'ont pas choisi la bonne année pour ce troisième acte. Il apporte ensuite l'idée de retourner en 1955, au moment du premier film, ce qui les satisfait car aucune suite ne l'avait jamais fait, et que cela correspond bien aux attentes du public envers une suite (« que ce soit pareil mais différent » selon Gale). Zemeckis, adorant les westerns, évoque aussi l'idée d'un quatrième acte se déroulant au temps du Far West,. Il pense aussi à faire tomber amoureux Doc. Intégrant ces idées, Bob Gale écrit une nouvelle version du scénario, datée du 8 septembre 1988 et titrée Paradox, où, après 2015 et un 1985 uchronique, les héros retournent en 1955 puis voyagent en 1888. L'histoire est très dense et s'étale sur 126 pages :
Après avoir évité au fils de Marty de devenir un délinquant en 2015, Marty et Doc retournent en 1985, sans savoir que le vieux Biff leur a temporairement subtilisé la DeLorean pour changer le cours de sa vie en se donnant dans le passé l'Almanach des sports qu'avait acheté Marty (que Doc lui avait interdit d'emporter). Marty et Doc arrivent dans un 1985 uchronique, où Biff est multimilliardaire, ils finissent par comprendre le subterfuge et découvrent l'époque où le vieux Biff s'est donné, à lui plus jeune, l'Almanach des sports : ils apprennent de Biff lui-même qu'il a trouvé l'Almanach dans sa voiture le soir de la Féerie dansante des sirènes en 1955. Marty et Doc voyagent donc en 1955, arrivant peu après que George McFly ait étalé Biff d'un coup de poing, et aperçoivent le Biff de 2015 placer l'Almanach dans sa voiture. Alors qu'il tente de le récupérer, Marty est arrêté par des policiers enquêtant sur la rixe. Doc s'éloigne avec la DeLorean pour ne pas être vu mais la machine à voyager dans le temps est frappée par la foudre et disparaît. Un employé de la Western Union arrive alors et donne à Marty une lettre de Doc datant de 1888. Marty retourne auprès du Doc de 1955 et, avec son aide, retrouve la DeLorean abîmée cachée dans une grotte depuis 1888. Dans sa lettre, le Doc de 1985 lui demande de venir le chercher le 23 janvier 1888. Pendant que le Doc de 1955 répare la machine, Marty tente toujours de reprendre l'Almanach. Il s'infiltre dans la chambre de Biff, qui dort alors, mais son grand-père, âgé de 95 ans, vient le réveiller au même moment. Marty se précipite pour attraper l'Almanach et assomme Biff au passage, avant de s'enfuir. L'humiliation subie par son petit-fils fait mourir d'une crise cardiaque le grand-père Tannen. Avec la DeLorean réparée, Marty part dans le passé, mais à une date erronée, à cause de la mauvaise écriture de Doc, le 23 juin 1888, soit six mois après la date demandée.
Arrivé en 1888 au milieu d'un vol de pigeons, Marty perd le contrôle de la DeLorean, qui chute et finit gravement endommagée, impossible à conduire. Puisque le Doc de 1985 n'est pas là, Marty part à pied à Hill Valley. Là, en entrant dans le saloon, il rencontre Black Biff, le futur grand-père de Biff, qui tente d'intimider un dénommé McFly, qui cette fois-ci lui tient tête. Pour être intervenu, Marty est ensuite coursé, attrapé au lasso et traîné, et bientôt lynché par Black Biff et ses hommes, avant d'être sauvé à temps par Doc. Doc et Marty récupèrent la DeLorean pour la ramener en ville et, au passage, sauvent de Black Biff l'institutrice Clara Clayton, qui allait chuter dans un ravin. La DeLorean étant trop endommagée pour être conduite et atteindre les 88 mph, Doc imagine la pousser avec une locomotive. Entre-temps, il se rapproche de Clara, notamment au bal de Hill Valley, où, par ailleurs, Marty rencontre son ancêtre Angus George McFly et son épouse Nelda. Tombé amoureux de Clara, et après quelques moments avec elle, Doc pense rester en 1888, mais Marty le convainc de rentrer en 1985. Doc se résout à dire adieu à Clara, en pleurs. Pour rentrer à leur époque, Marty et Doc détournent le train. Clara est à bord, cherchant Doc. Black Biff et ses sbires tentent d'attaquer le train, mais Clara l'assomme avec un planche lorsqu'il essaie de monter en marche. Le train approchant les 88 mph, Doc va vers la DeLorean, suivi par Clara, qui perd l'équilibre et manque de tomber. Doc la rejoint et la sauve, laissant Marty revenir seul dans le présent. Dès son retour en 1985, la DeLorean est détruite par un train. Marty rejoint la maison de Jennifer, toute proche, et la réveille. Il décide de ne pas accepter une offre d'emploi dont il a vu les effets néfastes en 2015. Enfin, Doc et Clara reviennent à bord d'un train à voyager dans le temps, et leur présente leurs trois enfants : Tom, Ben, et Jules.
Ce scénario ne satisfait pas Gale, qui juge qu'il contient trop de rebondissements pour un seul film, et que l'arrivée de très nombreux nouveaux personnages dans le quatrième acte ne passe pas. Il s'accorde avec Zemeckis pour modifier une fois de plus le scénario, pour laisser l'intrigue s'épaissir encore plus. La version Paradox du scénario n'est donc pas présentée à l'équipe du film pour la préproduction. Bien qu'il n'y ait ni scénario achevé ni budget fixé, Universal lance la préproduction du film à l'automne 1988, désirant une sortie à l'été 1989. Pour ne pas attirer l'attention des médias et du public, et éviter que le prix de certains lieux de tournage augmente, le film est produit sous son titre de travail, Paradox. Les réunions de tournages et les repérages débutent et Gale passe ses nuits à écrire le film. Il étoffe notamment la partie en 1888 et la relation entre Doc et Clara.
Peu avant Thanksgiving 1988, Gale termine une nouvelle version de 230 pages du scénario et, au vu du matériau, commence à penser en tirer deux films. Il trouve néanmoins l'idée trop aventureuse et la laisse de côté, et réduit son scénario à 157 pages, et le fait diffuser, pré-minuter et déterminer son budget. Selon Zemeckis, le pré-minutage établi arrivait à un film de 3 h, qu'ils aurait pu réduire à 2 h 20 avec des coupes dans le scénario. Le budget établi pour ce scénario, daté du 19 décembre 1988, s'élève à 60 millions de dollars. Au cours d'une réunion houleuse à Universal, en présence des producteurs Steven Spielberg, Frank Marshall, Kathleen Kennedy et Neil Canton (en), Gale et Zemeckis rencontrent Lew Wasserman, propriétaire d'Universal, et Sidney Sheinberg, qui, furieux, s'opposent à ce faramineux projet qui constituerait alors le film le plus cher jamais produit. Les auteurs apprennent ensuite qu'ils vont être contraints de tourner une suite, mais pas cette version du scénario.
Gale décide donc de tenter son idée de faire deux suites. Il repart de son scénario de 230 pages pour le diviser en deux parts égales, et demande à faire estimer le budget. Le devis établi pour tourner ces deux parties ensemble, l'une après l'autre, s'élève à 35 millions de dollars par film. L'ensemble de l'équipe reconnaît que cette solution est plus judicieuse. Quelques semaines plus tard, Gale et Zemeckis présentent leur projet à Sidney Sheinberg, en annonçant une mauvaise et une bonne nouvelle : « La mauvaise nouvelle, c'est que nous ne pourrons pas sortir Retour vers le futur 2 en salles à l'été 1989. La bonne nouvelle, c'est que nous aurons un Retour vers le futur 2 au cinéma pour Thanksgiving 1989, et un Retour vers le futur 3 pour l'été 1990 ». Le président d'Universal Pictures leur répond « C'est soit l'idée la plus géniale que j'ai jamais entendu, soit la plus folle » mais accepte le principe de lancer deux suites. Fin janvier 1989, Universal accepte officiellement de produire deux suites simultanément, avec un tournage commun. Cependant, le scénario de la deuxième suite, au simple titre de travail Three, ne sera pas achevé avant le 6 juillet 1989.

#### Distribution des rôles
Christopher Lloyd et Mary Steenburgen avaient déjà tourné ensemble dans le western En route vers le sud (Goin' South) et le personnage de Christopher Lloyd était déjà amoureux de celui de Mary Steenburgen.
Le personnage de Needles est incarné par Michael Balzary, alias « Flea », le bassiste du groupe Red Hot Chili Peppers.

#### Décors, costumes et préparation
Le décor de Hill Valley en 1885 est érigé dans la campagne aride de Sonora en Californie, pour profiter du passage des rails du chemin de fer touristique de Railtown 1897 State Historic Park (en), partant de Jamestown, et de sa locomotive Sierra Railway 3 (en), fréquemment employée au cinéma,,. Au lieu de modifier une nouvelle fois le Courthouse Square du décor permanent des studios Universal, il a été décidé de construire spécialement une ville dans un désert. Cette option permet de voir la campagne au-delà des bâtiments et de montrer la ville à un état encore très embryonnaire, alors que les décors du backlot sont coincés dans tout un réseau de fausses rues. Sur plusieurs hectares, le chef décorateur Rick Carter conçoit un Hill Valley plus grossier, semblable aux villes visibles dans les westerns, avec un saloon à la place du café de 1955, et le palais de justice en pleine construction. Plutôt que de simples fausses façades, la plupart des vingt-cinq bâtiments sont fonctionnels, avec des extérieurs et des intérieurs,. De plus, l'endroit comporte déjà une petite gare construite pour Pale Rider, le cavalier solitaire. Les propriétaires du terrain autorisent gracieusement la construction, à condition que le décor reste en place après le tournage, pour permettre la venue d'autres films dans la région ; seule la tour de l'horloge est démontée une fois les prises de vues achevées,.
Pour les costumes de 1885, Joanna Johnston et Zemeckis sont déçus par ceux qu'ils trouvent dans les entrepôts de Los Angeles, qu'ils jugent manquant d'exactitude historique : pour pallier cela, la costumière décide de ne pas utiliser de stock et créer tous les costumes, en s'aidant de patrons d'époque.

### Tournage

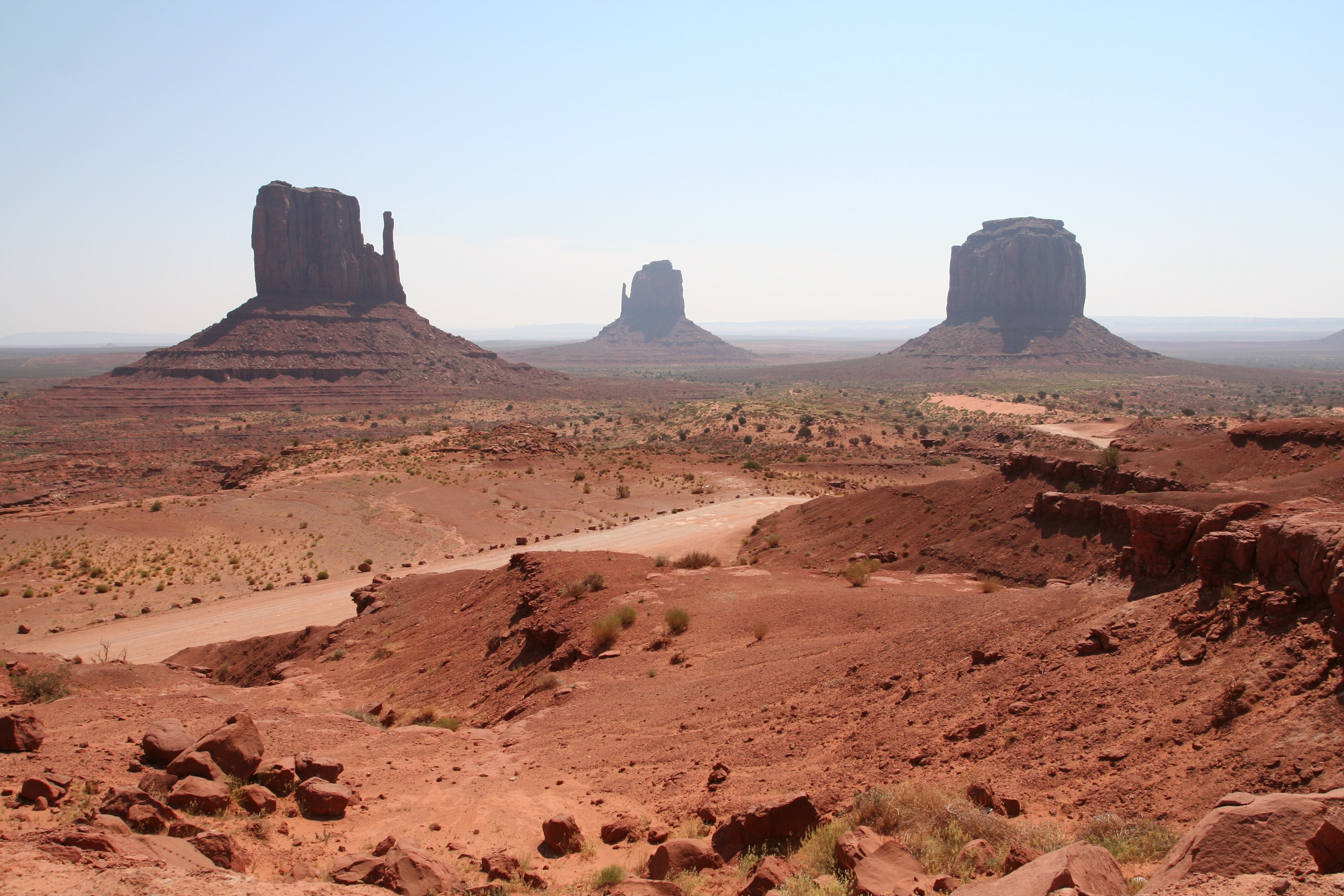
Le site naturel de Monument Valley, qui sert de décors à certaines scènes.

- Le tournage de ce 3e film a eu lieu simultanément avec celui du 2e. Le tournage a été très éprouvant pour Robert Zemeckis qui tournait ce film le jour, alors qu'il montait le 2e la nuit[21].
- Certaines scènes ont été tournées dans le site naturel de Monument Valley[13].
- La scène de pendaison où Marty est suspendu devant le clocher a failli mal tourner, car pendant quelques secondes, Michael J. Fox fut réellement pendu, à cause d'une erreur de préparation de la scène. Il se cassa également une côte, durant la scène où il est traîné par Buford et son cheval au bout d’une corde.[réf. souhaitée]
- L'acteur Thomas F. Wilson (« Molosse » Tannen) s'est entraîné avec le champion Arvo Ojala (en) dans le maniement du revolver afin de devenir « le tireur le plus rapide de l'Ouest ».[réf. souhaitée]
- La scène du train a été réalisée à l'aide d'une maquette à échelle réduite qui fut construite pendant deux mois.[réf. souhaitée]
- Mary Steenburgen (Clara) s'est déchirée un ligament lors des répétitions pour la chorégraphie de danse. De ce fait, elle a tourné la scène de la danse avec Doc à la kermesse avec la cheville bandée[22].
- Certains plans de Michael J. Fox au volant de la DeLorean, pendant la scène du train, ont été filmés à l'envers à la demande de la compagnie d'assurance, pour éviter que le train ne fasse dérailler la voiture.[réf. souhaitée]

#### Scène coupée
Tannen abat le marshal Strickland d'une balle dans le dos. Celui-ci, agonisant dans les bras de son fils, lui demande de se souvenir de ce mot : « discipline ». C'est la raison pour laquelle, à la fin du film, Tannen se fait arrêter par l'adjoint de Strickland et non Strickland lui-même, comme on pourrait s'y attendre. Le retrait de cette scène oblige les scénaristes à modifier une ligne de dialogues : si, à l'origine, l'adjoint appréhendait Buford pour le meurtre de Strickland, le mobile a été changé puis est devenu l'attaque de la diligence de Pine City. De même, le nouveau dialogue est marqué par un changement de plan (porté sur Marty et Doc) pour masquer le dialogue original récité par l'acteur Donovan Scott.

## Musique
Bandes originales de Retour vers le futur
Retour vers le futur 2
(1989)
La bande originale est toujours composée par Alan Silvestri. Après Huey Lewis and the News pour le premier film, le groupe ZZ Top interprète une chanson, Doubleback, pour ce troisième volet. Le clip officiel reprend des images du film.

### Liste des titres
1. Main Title (3:05)
2. It's Clara (The Train Part II) (4:33)
3. Hill Valley (2:20)
4. The Hanging (1:40)
5. At First Sight (3:12)
6. Indians (1:10)
7. Goodbye Clara (2:57)
8. Doc Returns (2:50)
9. Point Of No Return (The Train Part III) (3:45)
10. The Future Isn't Written (3:35)
11. The Showdown (1:28)
12. Doc To The Rescue (:51)
13. The Kiss (1:51)
14. We're Out Of Gas (1:15)
15. Wake Up Juice (1:11)
16. A Science Experiment? (The Train Part I) (3:05)
17. Doubleback (version acoustique instrumentale) - composée par ZZ Top, arrangée par Alan Silvestri (1:30)
18. End Credits (4:34)

Non inclus sur le CD
- Doubleback (version album) - Interprété par ZZ Top
- The Power of Love - Interprété par Huey Lewis and the News

## Accueil

### Sortie et promotion

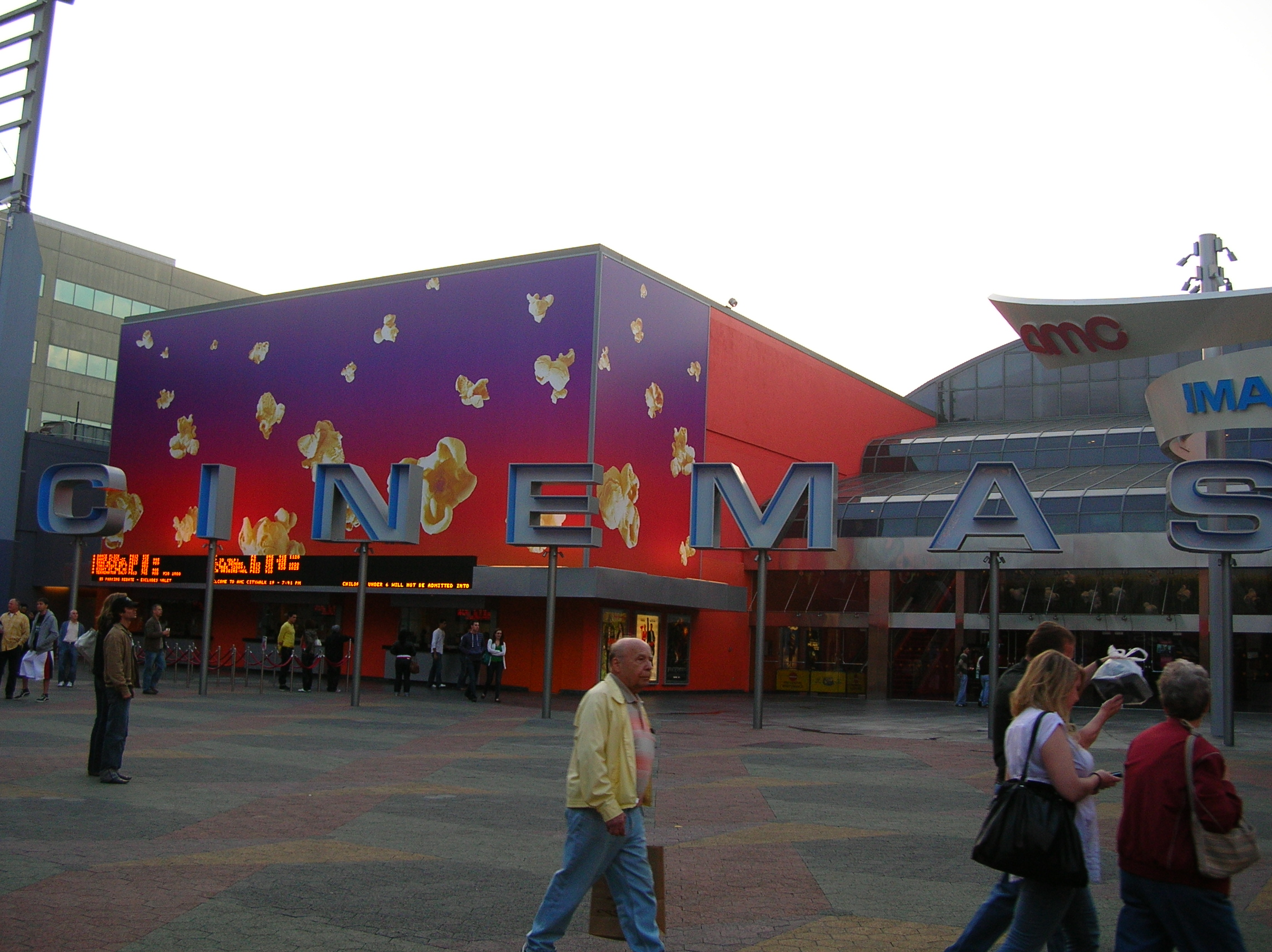
L'avant-première mondiale du film a lieu au Cineplex Odeon Theater d'Universal City (ici en 2009).

Retour vers le futur 3 sort en Amérique du nord le 25 mai 1990, six mois après le deuxième film. Le public avait été étonné et déçu de découvrir que Retour vers le futur 2 était le milieu d'une trilogie et non une conclusion, la promotion ayant volontairement omis de l'expliquer. Néanmoins, le succès de ce film a lancé l'attente du troisième.
À l'instar des films précédents, l'affiche est dessinée par Drew Struzan. L'illustration reprend à nouveau les éléments devenus iconiques de celle du premier. Struzan conçoit d'abord une affiche ne présentant que Doc et Marty, comme celle du deuxième film, avant d'y ajouter tardivement Clara.
L'avant-première mondiale se déroule le 21 mai au Cineplex Odeon Theater d'Universal City, où avait été présenté Retour vers le futur 2. Les bénéfices de l'évènement sont reversés au centre West Side Children de Los Angeles. La soirée est suivie d'un grand spectacle western immersif en extérieur, avec décor, musique, barbecue et une réplique de l'horloge. La veille de la sortie nationale, quelques cinémas privilégiés organisent une projection des trois films à la suite et affichent complet. Les spectateurs en ressortent avec un badge souvenir proclamant « I've seen the Future Back to Back to Back ».

### Accueil critique
En analysant 19 critiques parues à la sortie en salles aux États-Unis, le site agrégateur de critiques Metacritic établit une note moyenne de 55/100 pour Retour vers le futur 3.
Quant à la reconnaissance du film au cours des décennies suivantes, le film obtient sur le site agrégateur de critiques Rotten Tomatoes un score de 80 % de critiques positives, sur la base de 44 critiques collectées, parues entre 2000 et 2020, avec une note moyenne de 6,5/10.

### Box-office
Le film a connu un important succès commercial, rapportant environ 244 527 000 $ au box-office mondial, dont 87 727 000 $ en Amérique du Nord, pour un budget de 40 000 000 $. En France, il a réalisé 1 677 333 entrées.

### Distinctions
Sauf indication contraire, les informations mentionnées dans cette section peuvent être confirmées par la base de données cinématographiques IMDb,  présente dans la section « Liens externes ».

#### Récompenses
- Saturn Awards 1991 : 
  - Meilleure musique pour Alan Silvestri
  - Meilleur acteur dans un second rôle pour Thomas F. Wilson
- BMI Film & TV Awards 1991 : BMI Film Music Award pour Alan Silvestri

#### Nominations
- Saturn Awards 1991 :
  - Meilleur film de science-fiction
  - Meilleure réalisation pour Robert Zemeckis
  - Meilleurs costumes pour Joanna Johnston
  - Meilleure actrice dans un second rôle pour Mary Steenburgen
- Prix Hugo 1991 : Meilleur film dramatique
- Young Artist Awards 1991 : Meilleur film familial - comédie/action
- Saturn Awards 2003 : Meilleure édition spéciale DVD d'un classique

## Autour du film

### Clins d’œil et références diverses

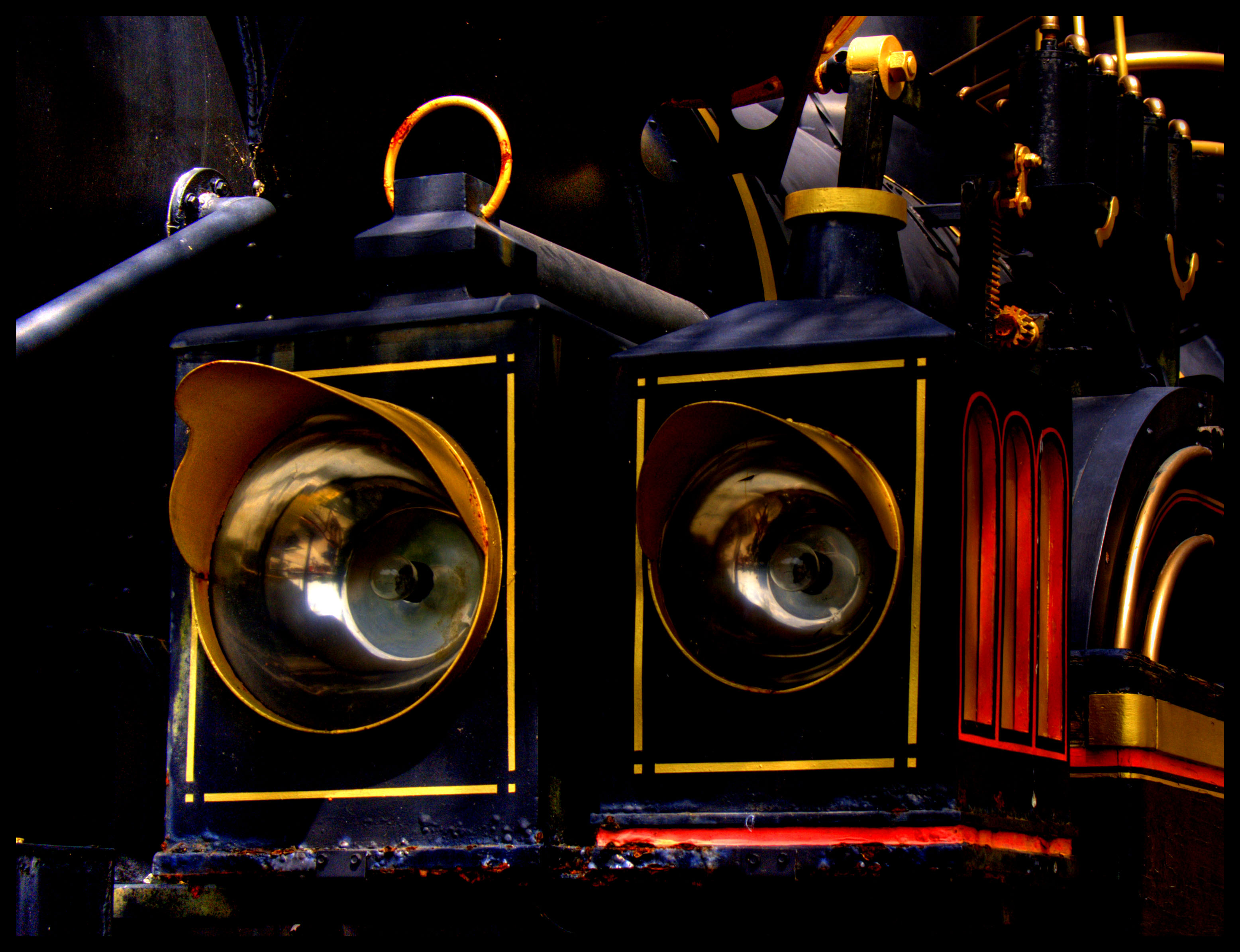
Détail du train à voyager dans le temps de Doc.

- La découverte de Hill Valley en 1885 fait référence à la découverte de la ville dans le film Il était une fois dans l'Ouest. Le travelling utilisé est identique[21]. Jouent dans le film de nombreux acteurs âgés qui ont démarré leur carrière dans des westerns dans les années 1950 ou 1960, tel Harry Carey Jr. (La Prisonnière du désert) et Dub Taylor (Major Dundee).
- Le directeur de la photographie du film, Dean Cundey, fait une apparition ; c'est celui qui prend la photo de Marty et Doc devant l'horloge lors de son inauguration en 1885[21].
- Au début du film, Doc dit que son père s'appelait Von Braun, comme le célèbre ingénieur allemand Wernher von Braun qui créa la fusée américaine Saturn V.
- Lorsque Marty rencontre « Molosse » Tannen dans le saloon au début du film, Buford lui ordonne de danser tout en tirant des coups de révolver à ses pieds. Marty se met à danser le moonwalk tout en murmurant l'air d'une des chansons de Michael Jackson, qui popularisa ce pas de danse.
- La scène où Marty dégaine son revolver devant le miroir est une référence à la scène jouée par Robert De Niro dans le film Taxi Driver (avec la réplique culte « You talkin' to me? ») et à celle de Clint Eastwood (avec la réplique culte « Make my day! ») dans le film Le Retour de l'inspecteur Harry (en français : « C'est à moi que tu parles ? » et « Fais-moi plaisir ! »).
- Dans la scène de la kermesse, les deux guitaristes et le percussionniste sont incarnés par les membres du groupe de rock ZZ Top composé de Billy Gibbons, Dusty Hill et Frank Beard.
- Lors de la scène du duel entre Marty et Buford Tannen, la cloche du futur hôtel de ville émet la même sonnerie que celle de Big Ben, le bourdon de la tour de l'horloge du palais de Westminster[31].